# Praha-Holešovice (nádraží)
Praha-Holešovice (IATA kód XYJ) je železniční stanice v Praze, v městské části Praha 7, ve čtvrti a na katastrálním území Holešovice na adresách Partyzánská 1504/24 a Vrbenského 635/39. Je součástí pražského železničního uzlu. Odbavovací prostor stanice je propojen pěším koridorem se stanicí metra linky C Nádraží Holešovice a administrativním a obchodním komplexem Port7. Na východní straně nádražního komplexu je umístěno autobusové nádraží.
Ve staniční budově sídlí rovněž Oblastní ředitelství Praha Správy železnic.

## Historie, poloha a význam
Stanice byla uvedena do provozu 28. září 1985. Původně byla určena zejména pro mezinárodní rychlíky. Nyní zde zastavují též regionální vlaky. Do nádraží jsou zaústěny také dvě vlečky, které se však od povodní v roce 2002 nepoužívají.
V dubnu 2004 České dráhy zahájily provoz městské železniční linky Roztoky u Prahy – Praha-Libeň přes nádraží Praha-Holešovice. Od listopadu 2005 do prosince 2008 bylo toto nádraží výchozí a konečnou stanicí vlaků SuperCity vlakových souprav Pendolino.
V dubnu 2023 byl staniční podchod prodloužen za nástupiště směrem k řece Vltavě do piazzetty nového administrativního komplexu Port7.

## Návazná doprava
Nádraží má společný vestibul se stanicí metra trasy C Nádraží Holešovice. V bezprostřední blízkosti nádraží se nachází také autobusové nádraží, odkud odjíždějí některé autobusové linky do severních částí České republiky. Z jižního vestibulu stanice metra existuje také dopravní návaznost na pražské povrchové linky MHD, které jsou zde zastoupeny jak tramvajemi, tak i autobusy Dopravního podniku hlavního města Prahy. Jezdí odtud i autobusová linka 112 do Zoologické zahrady v Troji.

## Další fotografie

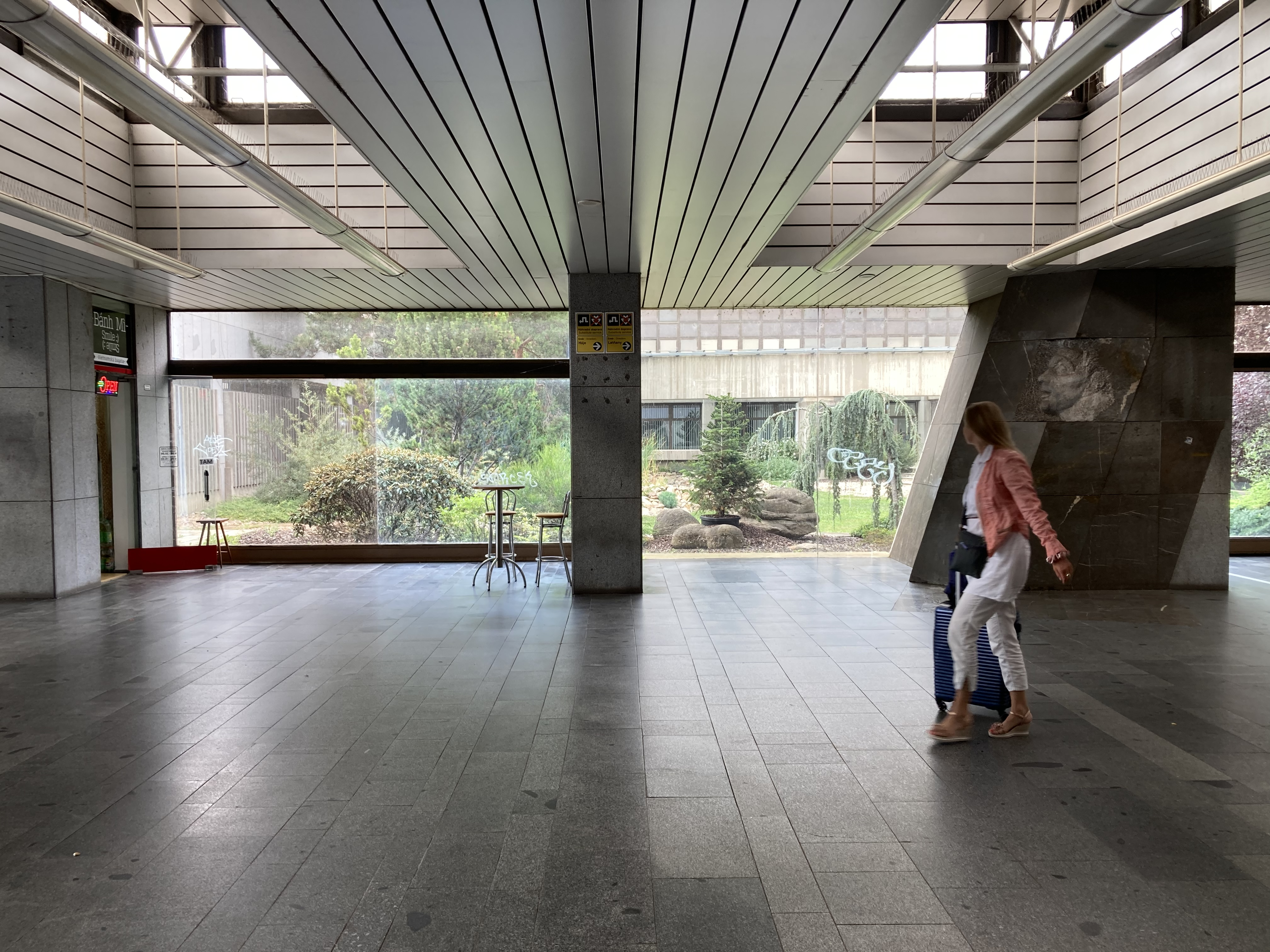
Vestibul nádraží Praha-Holešovice
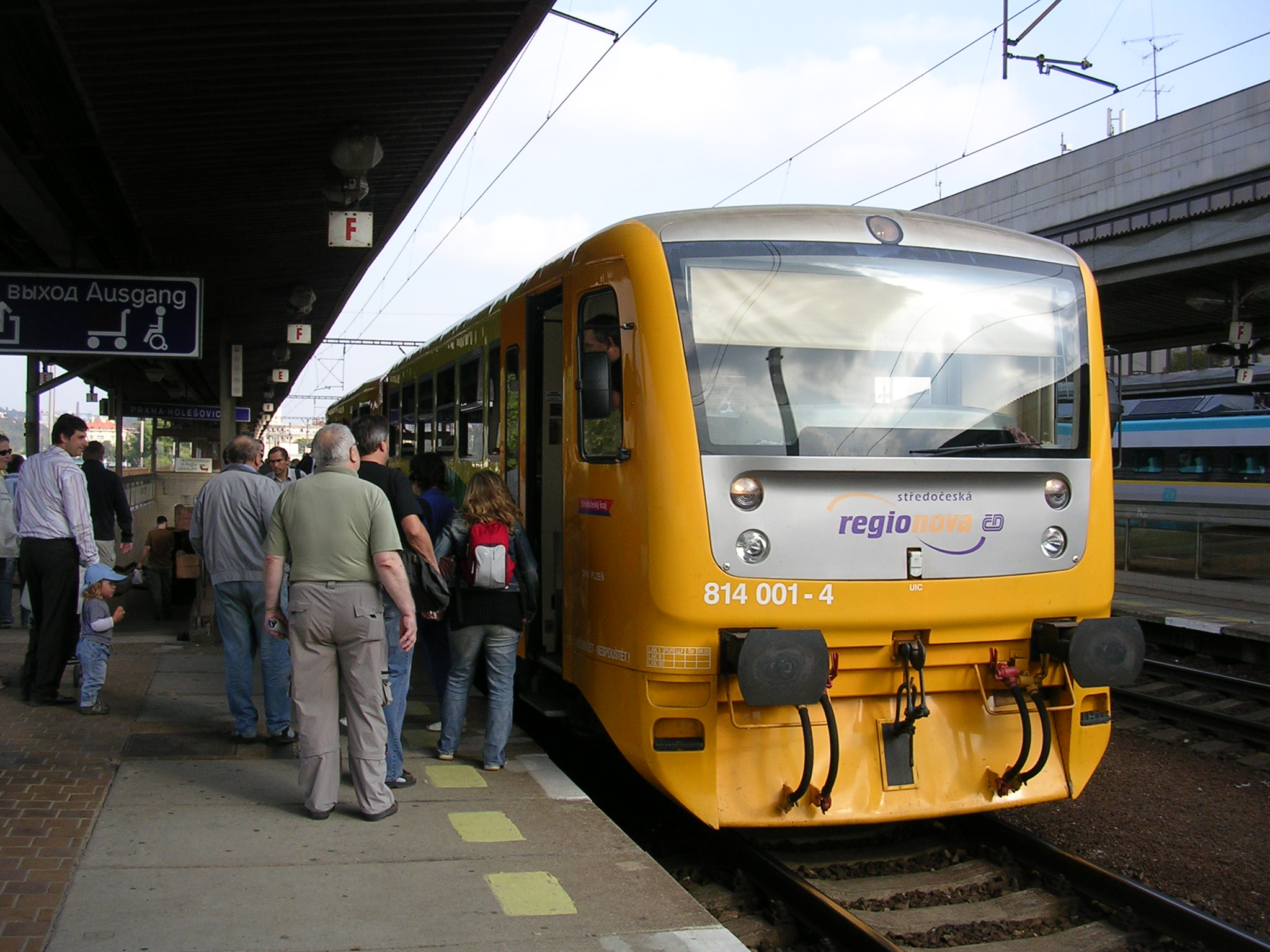
Nádraží Praha-Holešovice, motorová jednotka Regionova
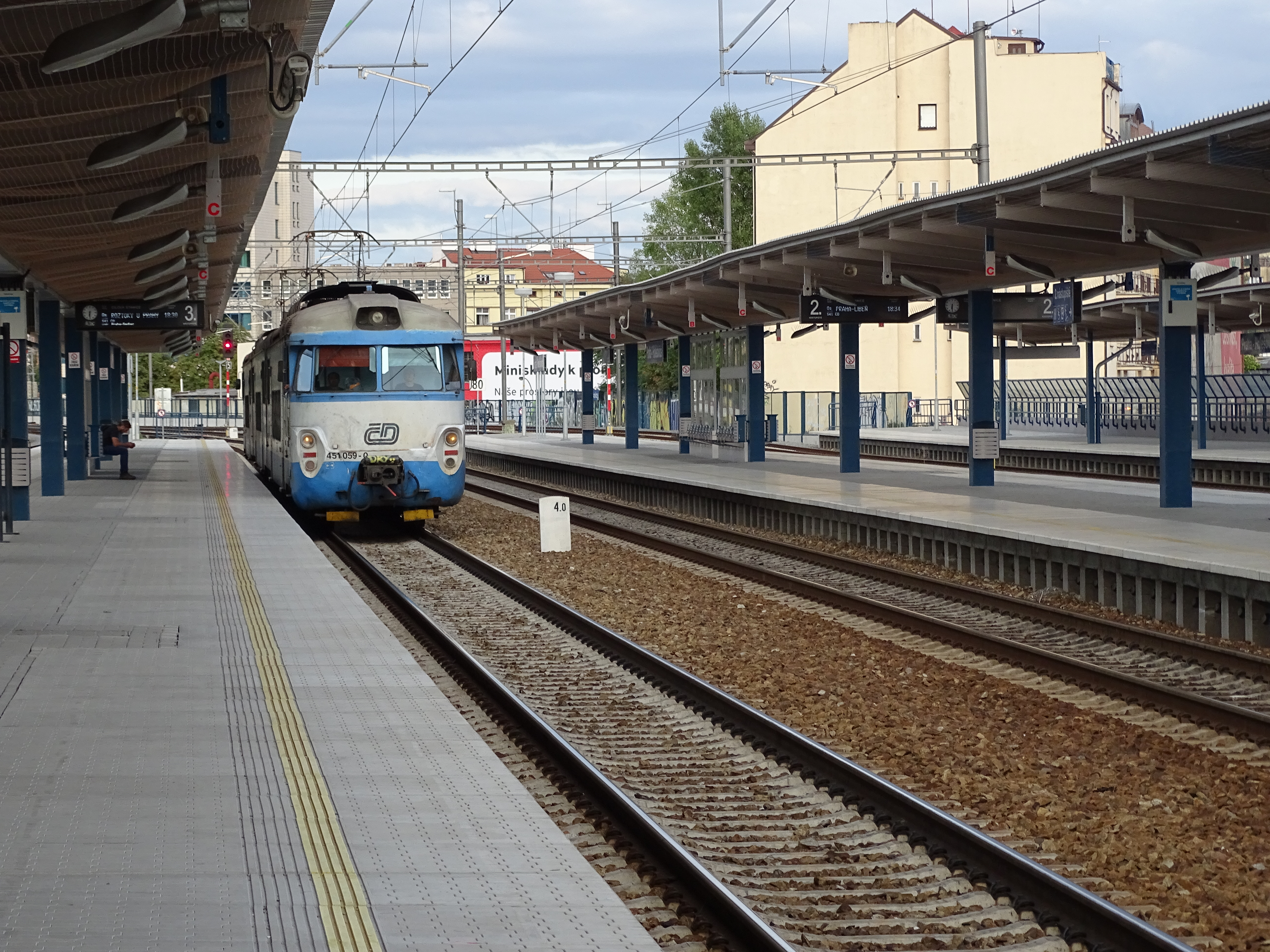
Nástupiště stanice (2015)
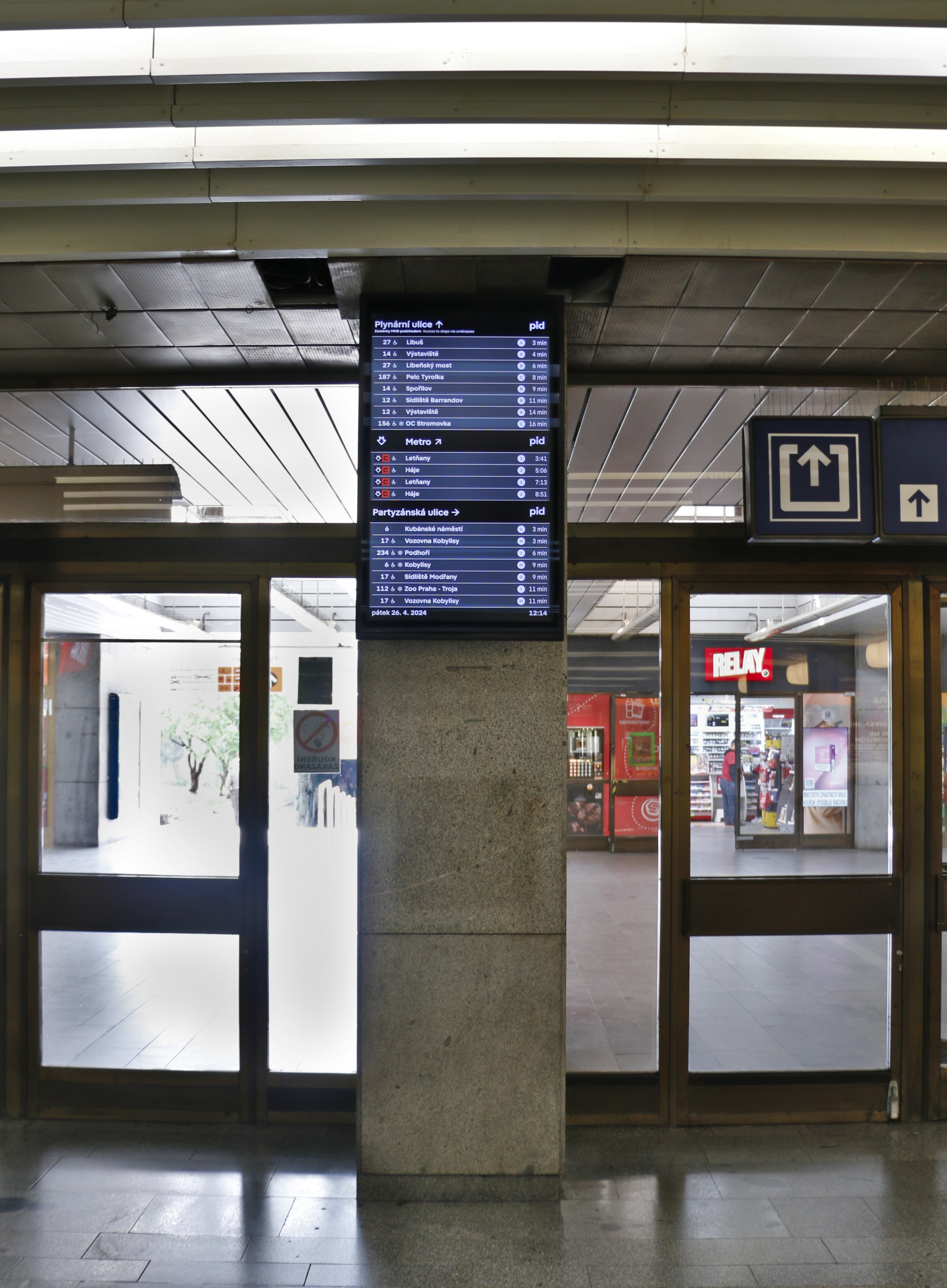
Informační panel s odjezdy MHD u výstupu ze stanice